# مگس‌گیر زیتونی
مگس‌گیر زیتونی (نام علمی: Muscicapa olivascens) نام یک گونه از سرده مگس‌گیرهای نمادین است.